# Утакмице фудбалске репрезентације Мађарске 2013.
| Домаћин | Гост |

Фудбалска репрезентација Мађарске је током 2013 . године одиграла девет званичних утакмица. Репрезентација је 2013. године одиграла шест квалификационих утакмица за Светско првенство и три пријатељске утакмице. Биланс репрезентације за ову годину је био 3 победе, 4 ремија и 2 пораза. Репрезентација је била у групи Д у квалификацијама за Светско првенство. Репрезентација Мађарске је завршила на трећем месту у групи, па није успела да се пласира на Светско првенство 2014. године.

## Утакмице
Победа
  Нерешено
  Пораз|
| Мађарска  | 1 : 1    | Белорусија     |
| --------- | -------- | -------------- |
| Сабич 32’ | Извештај | 58’ А. Валацко |

| Мађарска                      | 2 : 2    | Румунија                         |
| ----------------------------- | -------- | -------------------------------- |
| Ванцак 16’ · Џуџак 71’ (пен.) | Извештај | 68’ (пен.) Муту · 90+2’ А. Чипчу |

| Турска     | 1 : 1    | Мађарска |
| ---------- | -------- | -------- |
| Јилмаз 63’ | Извештај | 71’ Беде |

| Мађарска   | 1 : 0    | Кувајт |
| ---------- | -------- | ------ |
| Ванцак 57’ | Извештај |        |

| Мађарска         | 1 : 1    | Чешка        |
| ---------------- | -------- | ------------ |
| Џуџак 57’ (пен.) | Извештај | 23’ Л. Козак |

| Румунија                                      | 3 : 0    | Мађарска |
| --------------------------------------------- | -------- | -------- |
| Ч. Марика 2’ · М. Пинтили 31’ · К. Танасе 88’ | Извештај |          |

| Мађарска                                                            | 5 : 1    | Естонија    |
| ------------------------------------------------------------------- | -------- | ----------- |
| Р. Клаван 11’ (аг.) · Хајнал 21’ · Беде 41’ · Немет 69’ · Џуџак 85’ | Извештај | 48’ Т. Кинк |

| Холандија                                                                                     | 8 : 1    | Мађарска         |
| --------------------------------------------------------------------------------------------- | -------- | ---------------- |
| Перси 16’ 44’ 53’ · К. Стротмен 25’ · Џ. Ленс 38’ · Девечери 65’ (аг.) · Варт 86’ · Робен 90’ | Извештај | 47’ (пен.) Џуџак |

| Мађарска                     | 2 : 0    | Андора |
| ---------------------------- | -------- | ------ |
| Николић 51’ · Лима 76’ (аг.) | Извештај |        |

| Претходна година: 2012. | Утакмице фудбалске репрезентације Мађарске 2013. | Наредна година: 2014. |

## Голгетери у 2013.
| - Имре Сабич - Вилмош Ванцак - Балаж Џуџак - Данијел Беде - Тамаш Хајнал - Немања Николић |

## Белешка
1. ↑  Деби Норберта Месароша (Дебрецен) за Мађарску
2. ↑  Деби Иштвана Ковача (Видеотон) за Мађарску
3. ↑  Због расистичког, антисемитског и политички провокативног понашања навијача на утакмици Мађарска-Израел одиграној 15. августа 2012. године, ФИФА је својом одлуком донетом у новембру 2012. изрекла новчану казну, али се огласила тек 8. јануара 2013, а утакмицу без гледалаца за предстојећу домаћу ФИФА утакмицу је изрекао МЛС.[2] МЛС је 18. јануара уложио жалбу, коју је ФИФА одбила 4. фебруара.[3][4] МЛС је 25. фебруара уложио жалбу Међународном суду за спортску арбитражу (ЦАС), а ЦАС је одбио жалбу 12. марта.[5][6]
4. ↑  Деби Герге Ловренчича (ФК Лех) за Мађарску
5. ↑  Деби Вацлава Прохаске (Викториа Плзен), Ондреја Ванека (Баумит Јабланес) и Михаља Рабушица (Слован Либерец) за Чешку
6. ↑  Деби Габора Ђембера (Ференцварош) и Девечери Силарда (Халадаш) за Мађарску
7. ↑  Најтежи пораз Мађарске у историји, изједначени резултати из 1908. и 1941. (обе утакмице завршиле са поразом од 0 : 7).
8. ↑  Последња међународна утакмица Мађарске коју је водио национални селектор Шандор Егервари
9. ↑  Робин ван Перси је овим голом постао нови најбољи стрелац холандске фудбалске репрезентације (41 гол))
10. ↑  Црвени картон (два пута жути): 87, 88. Моисес Сан Николас (Андора)

## Извори и спољашње везе
- eu-football (2013)
- Утакмице репрезентације Мађарске (2013)
- Утакмице репрезентације Мађарске (Све године)